# Ragnar Larsen
Ragnar Larsen (13 agosto 1931 – 19 ottobre 1997) è stato un calciatore norvegese, di ruolo attaccante.

## Carriera

### Club
Larsen vestì la maglia dell'Odd. Fece parte della squadra che vinse la Coppa di Norvegia 1960.

### Nazionale
Conta 12 presenze per la Norvegia. Esordì il 4 luglio 1954, nella sconfitta per 1-0 contro l'Islanda. Segnò un'unica rete in Nazionale, nella vittoria per 2-4 contro la Finlandia.

## Palmarès

### Club

#### Competizioni nazionali
- Coppa di Norvegia: 1

Odd: 1960